# Tifón Chataan
El tifón Chataan, conocido en Filipinas como tifón Gloria (designación internacional: 0206, designación JTWC: 08W), es considerado como uno de los peores desastres naturales en la historia de Chuuk, un estado de los Estados Federados de Micronesia (FSM). El tifón se formó el 28 de junio de 2002, cerca del Estados Federados de Micronesia (FSM), y durante varios días serpenteó mientras producía fuertes lluvias en toda la región. En Chuuk, la precipitación total más alta en 24 horas fue de 506 mm (19,9 pulgadas), que fue mayor que el total mensual promedio. La lluvia produjo inundaciones de hasta 1,5 m (4,9 pies) de profundidad, provocando deslizamientos de tierra en toda la isla que mataron a 47 personas. También hubo una muerte en la cercana Pohnpei, y los daños en el Estados Federados de Micronesia (FSM) ascendieron a más de $100 millones.
Después de afectar el Estados Federados de Micronesia (FSM), Chataan comenzó una trayectoria hacia el noroeste como un tifón que se intensificaba. Su ojo pasó justo al norte de Guam el 4 de julio, aunque la pared del ojo se movió a través de la isla y dejó caer fuertes lluvias. Los totales fueron más altos en el sur de Guam, con un máximo de 536 mm (21,1 pulgadas). Las inundaciones y deslizamientos de tierra causados por la tormenta dañaron severamente o destruyeron 1.994 casas. Los daños en la isla ascendieron a 60,5 millones de dólares y hubo 23 heridos. El tifón también afectó a Rota en las Islas Marianas del Norte con vientos racheados y lluvias ligeras. El tifón Chataan alcanzó su intensidad máxima de 175 km/h (110 mph) el 8 de julio. Se debilitó mientras giraba hacia el norte, y luego de disminuir a tormenta tropical Chataan azotó el este de Japón el 10 de julio. Lluvias intensas, con un máximo de 509 mm (20.0 in), inundadas 10,270 casas. Los daños en Japón ascendieron a unos 500 millones de dólares.
El nombre Chataan significa "día lluvioso" en el idioma chamorro, que se habla en Guam. La Administración de Servicios Atmosféricos, Geofísicos y Astronómicos de Filipinas (PAGASA) nombró a la tormenta Gloria mientras el tifón estaba en las cercanías del país.

## Historia meteorológica
El 27 de junio de 2002, la vaguada del monzón generó una perturbación tropical al suroeste de Pohnpei. El sistema se organizó rápidamente ese día y, a las 20;00 UTC, el Centro Conjunto de Advertencia de Tifones (JTWC) emitió una alerta de formación de ciclones tropicales. Temprano el 28 de junio, la Agencia Meteorológica de Japón (JMA) clasificó el sistema como una depresión tropical cerca de las Islas Mortlock en los Estados Federados de Micronesia; aproximadamente al mismo tiempo, el Centro Conjunto de Advertencia de Tifones (JTWC) también inició avisos de tormenta. A principios del 29 de junio, el Centro Conjunto de Advertencia de Tifones (JTWC) actualizó el sistema a tormenta tropical Ocho-W, y poco después el Agencia Meteorológica de Japón (JMA) nombró al sistema tormenta tropical Chataan. Después de moverse hacia el noroeste, la tormenta giró hacia el este, reanudando una trayectoria hacia el noroeste el 30 de junio debido a una cresta subtropical al norte. La pista era errática porque la tormenta aún no se había separado de la vaguada del monzón. Para el 30 de junio, Chataan se había fortalecido constantemente a un estado de tormenta tropical severa, con vientos máximos sostenidos de 10 minutos de 95 km/h (60 mph).
Solo el 1 de julio, la circulación del sistema se amplió, con la mayor parte de la convección ubicada al oeste del centro. Al día siguiente, Chataan se debilitó brevemente a una intensidad de 85 km/h (50 mph), aunque comenzó a fortalecerse constantemente el 3 de julio, cuando su centro pasó muy cerca de Weno en el estado de Chuck en el FSM. A las 18:00 UTC de esa noche, el Centro Conjunto de Advertencia de Tifones (JTWC) convirtió Chataan en un tifón,  y aproximadamente 24 horas después, el Agencia Meteorológica de Japón (JMA) hizo lo mismo mientras la tormenta se acercaba a Guam desde el sureste. Aproximadamente a las 2130 UTC del 4 de julio, el ojo de Chataan cruzó el norte de Guam en unas dos horas, aunque el centro del ojo pasó al norte de la isla.

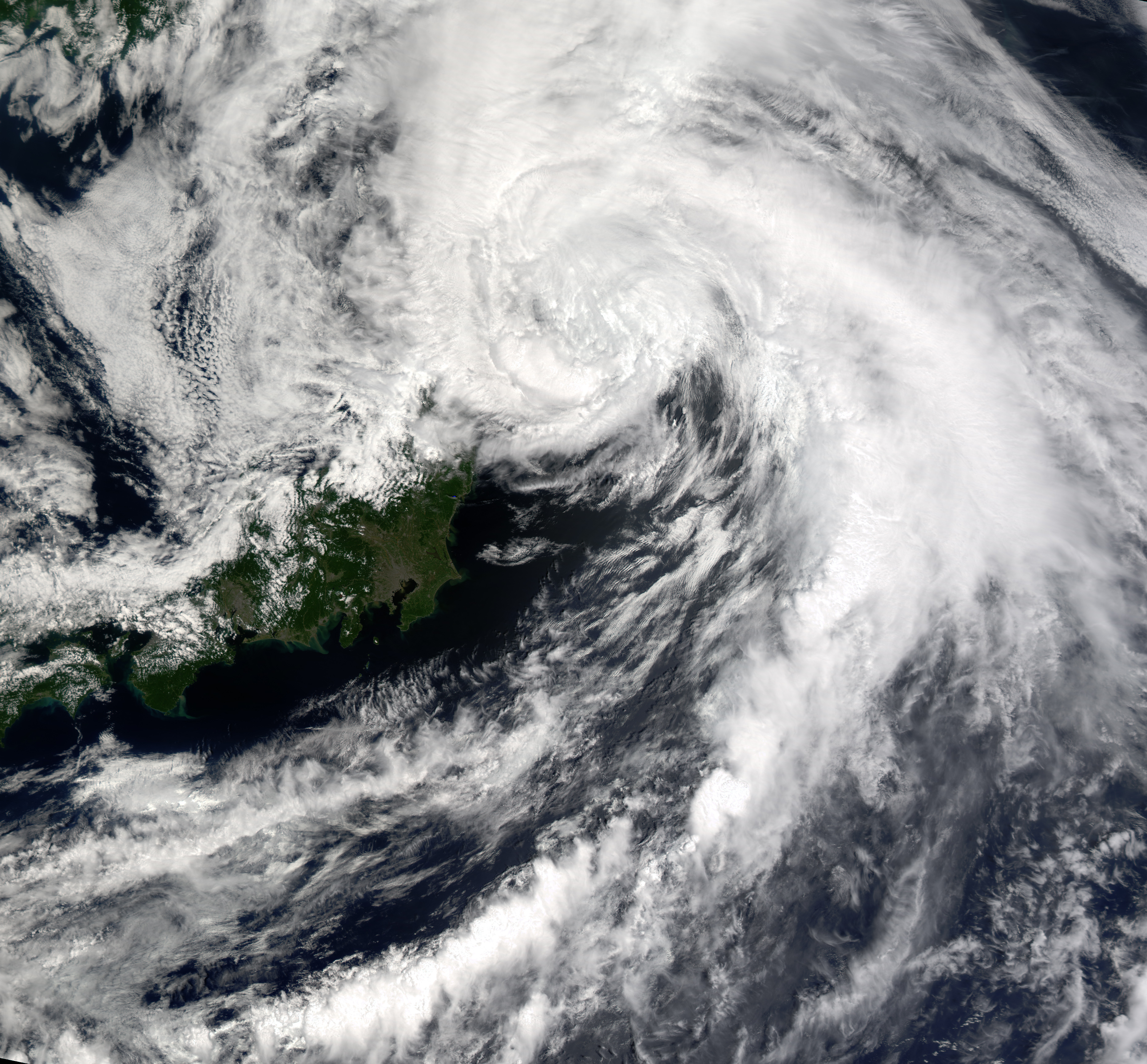
La severa tormenta tropical Chataan azota el este de Japón el 11 de julio de 2002

Después de afectar Guam, Chataan continuó hacia el noroeste y se intensificó gradualmente. A las 00:00 UTC del 8 de julio, el tifón alcanzó su intensidad máxima de 175 km/h (110 mph) mientras se encontraba cerca de la isla japonesa de Okinotorishima. El Centro Conjunto de Advertencia de Tifones (JTWC) evaluó que Chataan había alcanzado su intensidad máxima de 240 km/h (150 mph) unas seis horas antes; sobre esa base, la agencia clasificó el sistema como un súper tifón. El 8 de julio, Chataan giró hacia el norte alrededor de la cresta subtropical mientras mantenía sus vientos máximos durante aproximadamente 18 horas. El 9 de julio, el tifón viró hacia el noreste y más tarde ese día se debilitó hasta convertirse en una severa tormenta tropical. Alrededor de las 1530 UTC del 10 de julio, Chataan tocó tierra en la península de Bōsō en Honshu con vientos de unos 100 km/h (65 mph). La tormenta se movió brevemente mar adentro antes de tocar tierra por segunda vez en el este de Hokkaido a las 1200 UTC el 11 de julio; esto marcó la primera ocasión de una recalada en julio en la isla en 28 años. Unas horas más tarde, Chataan se convirtió en un ciclón extratropical en el mar de Ojotsk, donde los restos se estancaron antes de disiparse el 13 de julio cerca de Sajalín.

## Preparaciones e impacto

### Estados Federados de Micronesia
Mientras Chataan estaba en sus etapas formativas y todavía atado a la vaguada del monzón, produjo una gran área de fuertes lluvias y fuertes vientos que afectaron a Pohnpei y Chuuk en el FSM. La tormenta pasó muy cerca de Chuuk con ráfagas de viento de 82 km/h (51 mph). El día antes de que Chataan afectara la isla, dejó caer lluvias torrenciales debido a su estructura alargada y movimiento lento. Los vientos persistentes de la vaguada monzónica más grande generaron oleaje alto y mareas de 0,3 m (1 pie) por encima de lo normal en toda la región. Los efectos más significativos fueron las lluvias, que alcanzaron un máximo de 954 mm (37,5 pulgadas) en la Oficina del Servicio Meteorológico de Chuuk durante 13 días. El total más alto en 24 horas fue de 506 mm (19,9 pulgadas) en la isla Weno, de los cuales 361 mm (14,2 pulgadas) cayeron en 12 horas; esto fue mayor que el total de lluvia mensual promedio de la estación.
Los fuertes vientos derribaron las líneas eléctricas en Chuuk, mientras que el oleaje destruyó los malecones y edificios a lo largo de la costa. Las lluvias provocan graves inundaciones en toda la isla que alcanzaron 1,5 m (4,9 pies) en algunos lugares, provocando al menos 30 deslizamientos de tierra que mataron a 47 personas. Esto representó el desastre natural más mortífero en la historia registrada de la isla. Los deslizamientos de tierra alcanzaron una profundidad de 4,6 m (15 pies), que destruyeron varias casas hechas de estaño y hormigón. Muchas personas fueron enterradas por los deslizamientos de tierra o arrastradas al océano. Las inundaciones de agua salada contaminaron las aguas subterráneas y destruyeron gran parte de los cultivos de la isla. Chataan dañó carreteras y puentes, y los fuertes vientos derribaron las líneas eléctricas, lo que cortó las comunicaciones entre las islas. En todo Chuuk, la tormenta destruyó alrededor de 1.000 hogares y dejó a unas 1.000 personas sin hogar. Cerca de 100 personas resultaron heridas.
En el cercano estado de Pohnpei, Chataan produjo vientos de 72 km/h (45 mph) en Nukuoro. Los vientos destruyeron una casa y una estación meteorológica. Las precipitaciones en el atolón alcanzaron los 457 mm (18,0 pulgadas). Los fuertes vientos, el oleaje y la lluvia también afectaron a Sapwuafik. El mar embravecido mató a una persona en Pohnpei. Los daños a las cosechas en el país ascendieron a $3 millones, y el daño total a la propiedad se estimó en $100 millones, principalmente en Chuuk.

### Estados Unidos

#### Guam

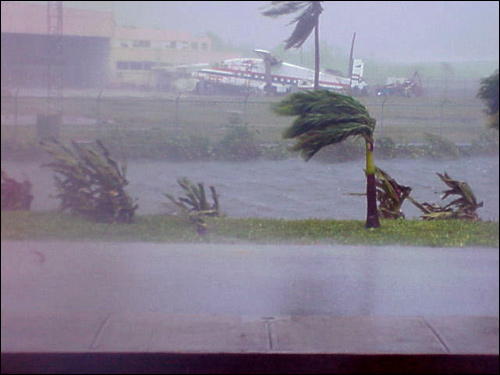
Efectos del tifón Chataan, incluidas lluvias torrenciales y vientos fuertes, en Guam el 5 de julio de 2002

Antes de que Chataan afectara a Guam, los funcionarios cancelaron las festividades del Día de la Independencia de los Estados Unidos y los residentes compraron suministros para tormentas. Aunque el centro del ojo no golpeó a Guam, la pared del ojo afectó a toda la isla con fuertes vientos y fuertes lluvias. Los vientos sostenidos más altos se estimaron en 120 km/h (75 mph), con ráfagas de 167 km/h (104 mph) en la Base de la Fuerza Aérea Andersen. Las ráfagas fueron ligeramente más altas en el puerto de Apra, alcanzando un máximo de 170 km/h (106 mph), y las ráfagas pueden haber alcanzado los 200 km/h (125 mph). Similar a sus efectos en Chuuk, Chataan dejó caer fuertes lluvias en Guam, alcanzando un máximo de 536 mm (21,1 pulgadas) en el monte Almagosa; la misma estación informó 311 mm (12,2 pulgadas) en unas tres horas. La Oficina de Previsión Meteorológica de la isla informó 265 mm (10,4 pulgadas) en un período de 24 horas. Las lluvias fueron menos de 250 mm (10 pulgadas) en el norte de Guam, y fueron más altas en la región montañosa del sur donde se cruzó el ojo. Mientras se movía a través de la isla, Chataan produjo una importante marejada ciclónica que alcanzó un máximo de aproximadamente 3,6 m (12 pies) en Umatac.
Los fuertes vientos causaron daños en Guam, principalmente en los techos y en estructuras de madera o mal construidas. Un total de 1.996 casas resultaron gravemente dañadas o destruidas. A las casas mejor construidas les fue bien durante la tormenta y hubo pocos daños en las ventanas. Los vientos también derribaron líneas eléctricas, dejando un apagón en toda la isla. La escuela secundaria John F. Kennedy sufrió daños en su campo de fútbol y biblioteca. Los efectos más significativos fueron las fuertes lluvias, que provocaron deslizamientos de tierra en algunas áreas y provocaron que los ríos fluyeran a tasas superiores a lo normal; 14 estaciones informaron tasas de flujo récord o crestas máximas, incluida una cresta máxima en toda la isla de 8,55 m (28,06 pies) en la desembocadura del río Tolaeyuus. Dos medidores de agua fueron destruidos durante la tormenta. Los ríos crecidos dañaron carreteras, arrasaron árboles y provocaron erosión. La inundación de la tormenta contaminó el lago Fena, que proporciona agua a la base militar, durante unos días. Además, 34 de los 110 pozos de agua de la isla fallaron debido a la tormenta. Las inundaciones también destruyeron un edificio y dañaron la pista del aeropuerto Internacional Antonio B. Won Pat, y dañaron un puente cerca de Inarajan. Algunas palmeras cayeron debido a que el suelo se aflojó, ya sea por las fuertes lluvias o por el fuerte oleaje. Algunos de los árboles caídos chocaron contra automóviles, pero los vientos no fueron lo suficientemente fuertes como para volcar ningún vehículo. En las zonas más elevadas de Guam, algunas zonas sufrieron graves daños en los cultivos debido a los fuertes vientos; sin embargo, el daño a los cultivos en general fue menor de lo esperado, estimado en alrededor de $ 500,000. En el puerto de Apra, la alta mar llegó a la costa o hundió cinco barcos, y una barcaza de la Marina derramó 397.000 litros (105.000 galones) de petróleo. En general, Chataan causó alrededor de $ 60 millones en daños a la propiedad en Guam, y hubo 23 heridos, ninguno de ellos grave.
Al norte de Guam, Chataan afectó a Rota con vientos sostenidos de 74 km/h (46 mph) y ráfagas de hasta 120 km/h (75 mph) en el aeropuerto de la isla. Las precipitaciones fueron mucho menores que en otros lugares en la trayectoria del tifón, y se informó un total de 24 horas de 38,6 mm (1,52 pulgadas) en el aeropuerto de Rota. La tormenta causó graves daños a los cultivos y la pesca, y el 60% de los agricultores informaron una pérdida total. Chataan también dañó las carreteras de la isla, muchas debido a la caída de árboles. Nueve chozas fueron destruidas y los daños se estimaron en $2.7 millones.

### Filipinas
La energía del tifón aumentó la humedad monzónica en Filipinas, junto con la tormenta tropical Nakri. Las dos tormentas contribuyeron a fuertes lluvias que provocaron inundaciones y deslizamientos de tierra, que cerraron caminos y carreteras. Las altas olas mataron a tres personas después de que un bote volcó. La tormenta destruyó 566 casas y dañó otras 2.363. Un total de 31,813 personas fueron evacuadas a 184 refugios abiertos por el gobierno. Los funcionarios cancelaron clases durante el sistema; varias escuelas se utilizaron como refugios temporales. Los daños ascendieron a más de $1.5 millones (₱ 64 millones de pesos) y las inundaciones mataron a 58 personas.

### Japón

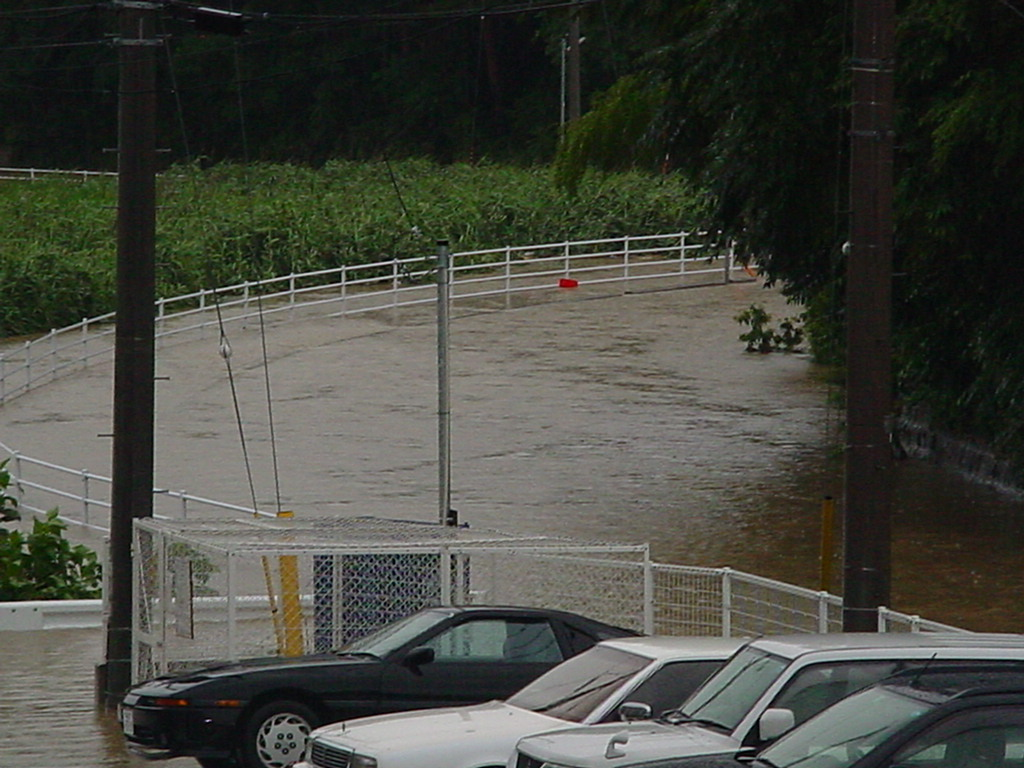
Aguas de inundación de Chataan en Kōriyama, Fukushima

El último lugar afectado por Chataan fue Japón. El tifón obligó a cancelar 316 vuelos y 150 viajes en tren. La autopista entre Shizuoka y Tokio estaba cerrada. Al menos 396 escuelas fueron cerradas en el país, y un juego de béisbol entre Yokohama DeNA BayStars y Yakult Swallows fue cancelado debido a las inclemencias del tiempo. Toyota cerró temporalmente la mayoría de sus fábricas en el país. Fuertes lluvias, con un máximo de 509 mm (20,0 pulgadas) en la prefectura de Gifu, cayeron en todo Japón. Las lluvias inundaron 10.270 viviendas en el país, dando como resultado órdenes de evacuación para unas 145.000 personas. Las inundaciones dañaron carreteras en 338 lugares y al menos 10 puentes fueron destruidos. Aproximadamente 15.000 evacuados estaban en Ogaki después de que un río rebasara sus márgenes. Las fuertes lluvias provocaron cientos de deslizamientos de tierra, dos de los cuales resultaron en muertes. Las inundaciones mataron al menos a tres personas. Los vientos del tifón alcanzaron un máximo de 97 km/h (60 mph) en Hachijō-jima. Los fuertes vientos en Sakai en Osaka dañaron 20 casas. En Tokio, la tormenta produjo ligeros vientos y lluvias, a pesar de pasar a menos de 102 km (63 millas). Chataan destruyó 21 casas y dañó otras 239 hasta cierto punto. Durante su paso, el tifón destruyó 258,6 km² (99,8 millas cuadradas) de cultivos. El tifón mató a seis personas, dejó a una desaparecida e hirió a otras 30. Los daños totales en Japón ascendieron a unos 500 millones de dólares (59 000 millones de yenes JPY de 2002). Durante la tormenta, Yahoo! Japón recibió un récord de 359 millones de visitas, principalmente debido a que la gente consultaba la sección meteorológica del sitio web.

## Sucesos

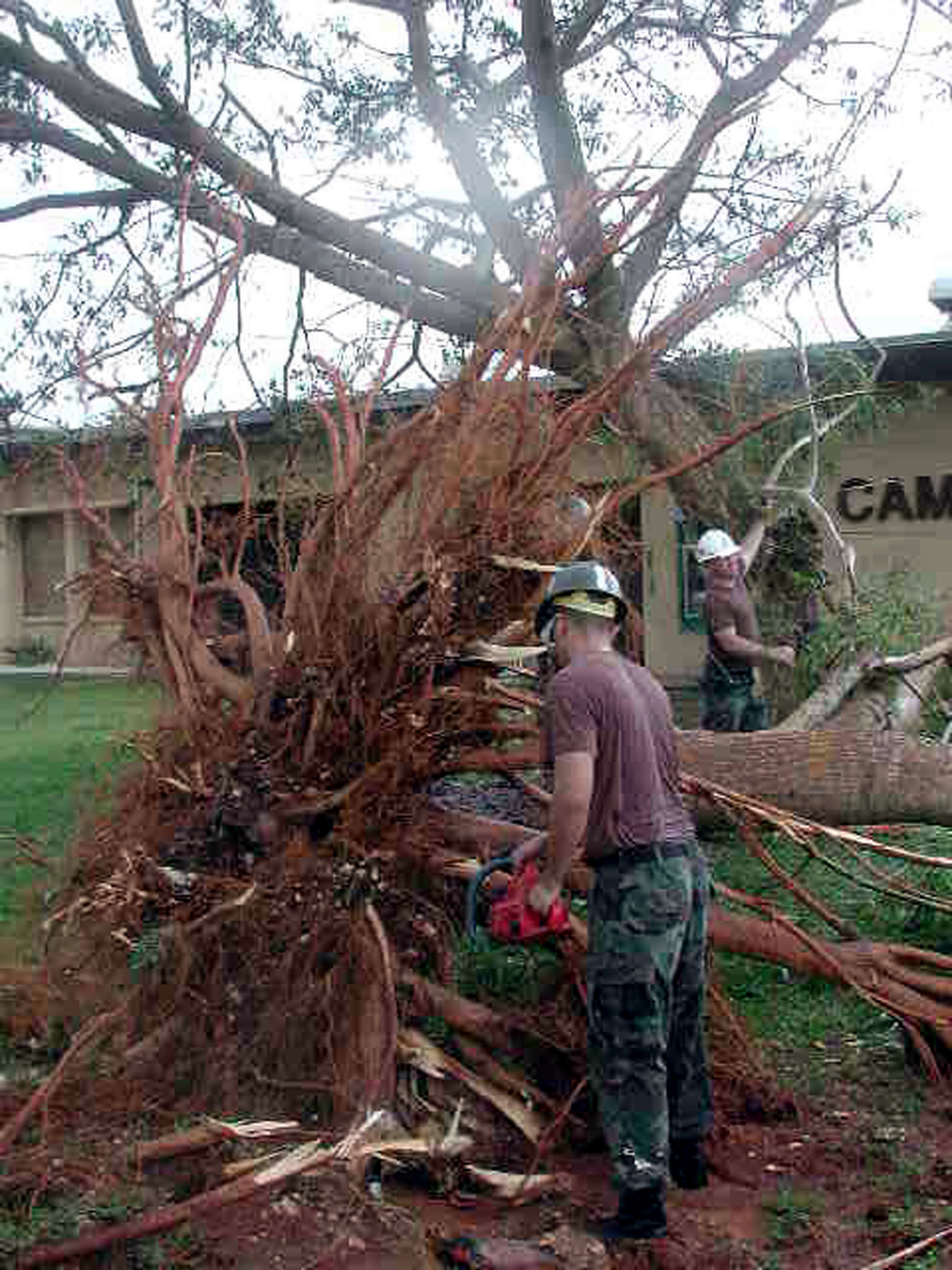
Árbol derribado en Guam

Después de que Chataan afectó el estado de Chuuk, los residentes de la isla necesitaban alimentos, ropa y medicamentos. Solo unas pocas cosechas no fueron destruidas por la tormenta; gran parte de la fruta del pan fue arrancada de los árboles y la fruta no destruida por la tormenta fue dañada por parásitos. En los días posteriores a la tormenta, la Cruz Roja local desplegó a unos 100 voluntarios para buscar víctimas enterradas por deslizamientos de tierra. Sin embargo, las operaciones de rescate se vieron obstaculizadas por las persistentes inundaciones después de la tormenta. Inicialmente se desconocía el número de muertos y se temía que hubieran muerto cientos de personas. Seis personas que resultaron gravemente heridas en Chuuk fueron trasladadas en avión al Centro Médico Queen's en Hawái para recibir tratamiento; inicialmente estaban programados para volar al Guam Memorial Hospital, pero las instalaciones estaban llenas. Cerca de 2.000 residentes afectados por la tormenta fueron evacuados a refugios administrados por el gobierno. La Cruz Roja envió varios suministros de socorro, incluidos impermeables y agua, a las áreas afectadas. Para el 4 de julio, se restauraron los sistemas de energía y se reabrió el aeropuerto. Aunque hubo suficiente comida inmediatamente después, la destrucción de cultivos y ganado planteó una escasez de alimentos a largo plazo.
El 3 de julio, mientras Chataan pasaba por la región, el gobernador de Chuuk declaró el estado de emergencia, solicitando asistencia internacional. El 9 de julio, el gobierno de Japón envió suministros por valor de $87,000 (¥ 10 millones) a Micronesia, incluidas 1,000 mantas y 10 generadores eléctricos. Dos días después, el presidente de Estados Unidos, George W. Bush, declaró la isla como zona de desastre. Esto fue seis días después de que el presidente de FSM, Leo Falcam, enviara la declaración de desastre al presidente de Estados Unidos, aunque Falcam había presentado indebidamente la documentación. Debido a que el FSM está en un Pacto de Asociación Libre y no en un estado de los EE. UU., La Agencia Federal para el Manejo de Emergencias (FEMA) no pudo brindar asistencia inmediata. Durante el retraso, un grupo de médicos de Guam voló a Chuuk para brindar asistencia médica. El 11 de julio, el gobierno de Israel envió $ 5,000 en medicinas al FSM. Al día siguiente, la organización benéfica Caritas en Australia envió agua y alimentos por valor de 20.000 dólares. Los residentes de otras partes del FSM enviaron ropa y comida. El gobierno australiano envió $ 10,000 para reponer suministros de emergencia y la Cruz Roja Internacional entregó alrededor de $20,000 para ayuda inmediata. El gobierno de China envió ayuda por valor de 30.000 dólares. El 30 de julio, FEMA anunció que los residentes y dueños de negocios en Chuuk podrían solicitar asistencia individual, incluido dinero para vivienda, reparación de daños y préstamos a bajo interés. La declaración no se aplicaría a las islas exteriores de Chuuk, que no sufrieron daños importantes; esto se debe a que FEMA solo tenía fondos para restaurar las áreas a cómo estaban antes de la tormenta.ref>Scott Radway (2 de agosto de 2002), Micronesia: No FEMA aid to Chuuk outer islands, ReliefWeb, Pacific Daily News, consultado el 29 de junio de 2012.</ref> En última instancia, FEMA proporcionó 93.000 l (25.000 galones estadounidenses) de agua, 1.300 mantas, 45.360 km (100.000 libras) de arroz, 11.328 comidas listas para comer y varios otros suministros. En total, la agencia asignó $ 0,6 millones, principalmente en forma de asistencia individual que proporcionó dinero para comprar suministros perdidos. En última instancia, FEMA envió poco menos de $5 millones a Chuuk después de Chataan, así como los posteriores tifones Pongsona y Lupit; sin embargo, se creía que alrededor de $445.000 de la financiación se habían malgastado debido a discrepancias descubiertas en una auditoría en 2006.
En los días posteriores a la tormenta, miles de personas en Guam fueron evacuadas a los 15 refugios gubernamentales instalados en escuelas de toda la isla; el total llegó a 3.947 personas el 10 de julio. El gobernador de Guam declaró el estado de emergencia después de la tormenta, y el 6 de julio el presidente Bush declaró la isla como una zona de gran desastre; esta financiación federal asignada para ayudar a retirar escombros y otros servicios de emergencia. Una semana después, la declaración se amplió para incluir asistencia individual para cualquier persona que sufriera daños por la tormenta. El embalse del lago Fena experimentó un depósito de limo excesivo después de la lluvia excesiva de Chataan, que impidió la distribución de agua desde la instalación; el 19 de julio, quince días después de la llegada del tifón, se reanudó la producción de agua. Antes de la reapertura de las instalaciones, la Autoridad de Obras Sanitarias de Guam distribuyó agua a la isla en diferentes momentos del día para racionar el suministro limitado. Sin embargo, un mes después de la tormenta, los residentes todavía debían hervir agua como medida de precaución. Unos cinco días después de que Chataan azotara Guam, el tifón Halong afectó a la isla y provocó más cortes de energía. Algunas áreas de la isla permanecieron sin electricidad durante más de una semana, debido a que los trabajadores eléctricos restauraron las líneas de transmisión principales antes de reparar las líneas individuales. Para el 19 de julio, el 23% de los que se quedaron sin electricidad seguían sin electricidad, principalmente en las zonas periféricas. Para esa fecha, se restauró la recolección de basura y se cerraron los refugios abiertos por el gobierno. Más tarde, en julio, las inundaciones arrastraron los escombros de Chataan y obstruyeron dos ríos. El derrame de petróleo en el puerto de Apra se limpió en tres de los siete lugares afectados antes del 19 de agosto. En los meses posteriores a la tormenta, el turismo disminuyó aún más después de un declive que comenzó después de los atentados del 11 de septiembre de 2001. En última instancia, FEMA proporcionó $73 millones en asistencia al territorio, incluidos $10 millones en cheques de vivienda a 5,947 personas y $ 6.5 millones en cupones de alimentos para 79,814 personas. La agencia proporcionó $ 10 millones para la remoción de escombros y la reconstrucción de edificios públicos. En diciembre de 2002, el tifón Pongsona azotó Guam y provocó más inundaciones y daños. El 7 de agosto, el presidente George W. Bush también declaró que Rota era un área de desastre, lo que proporcionó fondos para la remoción de escombros.

### Nombres retirados
- Debido al número de muertos y daños causados por la tormenta, el nombre Chataan se retiró y fue reemplazado por Matmo en 2004. Los países de la Organización Meteorológica Mundial (OMM) pueden solicitar que se retiren los nombres de ciclones tropicales si una tormenta causó daños inusualmente graves.[54] Con PAGASA, retiraron el nombre de Gloria y fueron reemplazados por Glenda en 2006; La agencia buscó ser apolítica después de que Gloria Macapagal-Arroyo ganara una disputada elección presidencial en 2004.[55]